# Macrojoppa haematogaster
Macrojoppa haematogaster là một loài tò vò trong họ Ichneumonidae.